# Parfondru
 (juillet 2015).
Si vous disposez d'ouvrages ou d'articles de référence ou si vous connaissez des sites web de qualité traitant du thème abordé ici, merci de compléter l'article en donnant les références utiles à sa vérifiabilité et en les liant à la section « Notes et références ».
Parfondru est une commune française située dans le département de l'Aisne, en région Hauts-de-France.

## Géographie
1. Carte dynamique
2. Carte OpenStreetMap
3. Carte topographique
4. Carte avec les communes environnantes
5. Entrée du village

Sa superficie est de 908 hectares.

### Hydrographie
La commune est située dans le bassin Seine-Normandie. Elle est drainée par le canal du Marais, le canal 01 de la commune de Athié-sous-Laon, le canal 01 de la commune de Parfondru, le canal 02 de la commune de Parfondru, le canal 03 de la commune de Parfondru, le canal 04 de la commune de Parfondru, le canal 07 de la commune de Parfondru, le fossé 01 de la commune de Parfondru, le fossé 02 de la commune de Parfondru, le ru du Marais et un autre petit cours d'eau,.

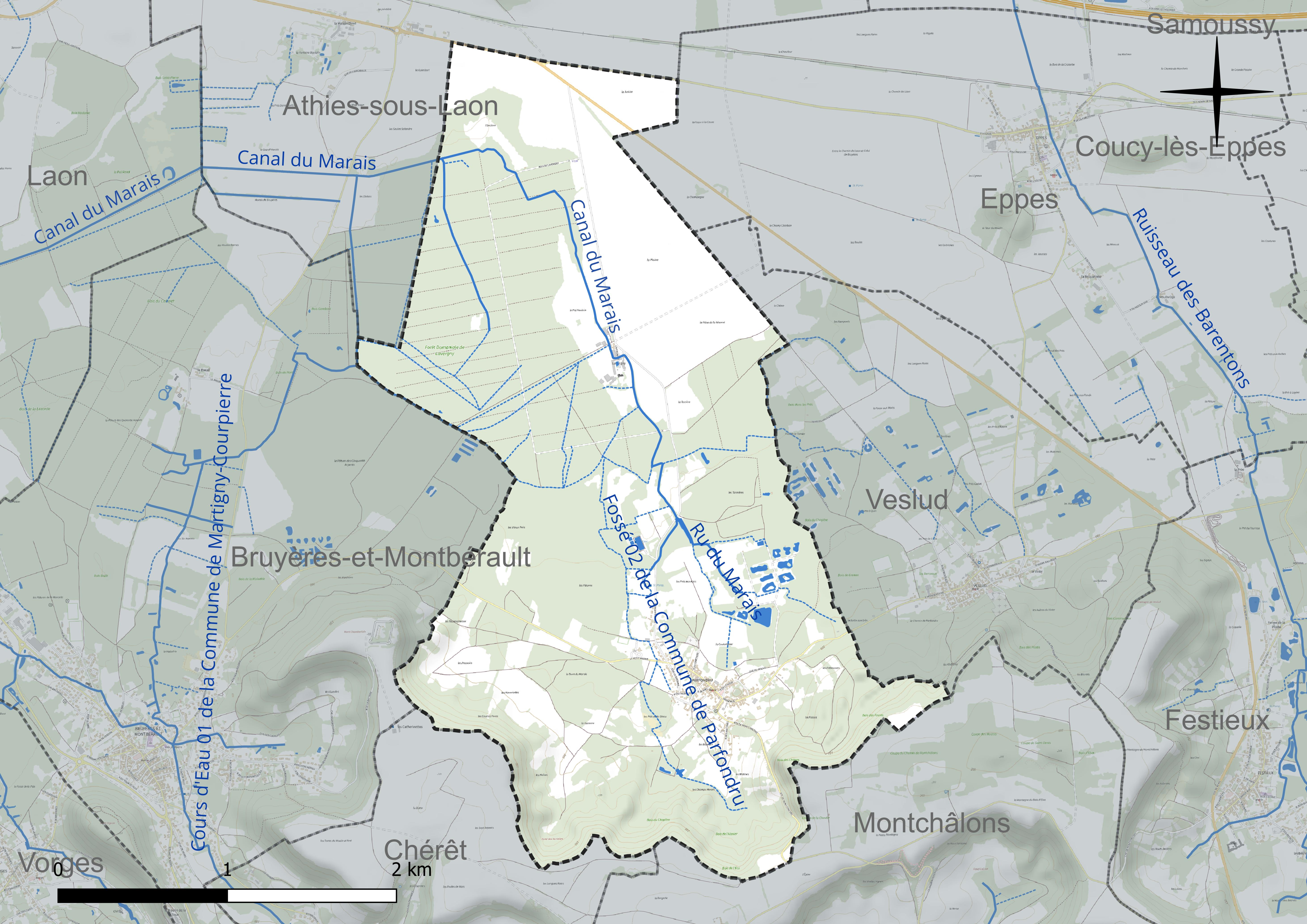
Réseau hydrographique de Parfondru.

### Climat
Pour des articles plus généraux, voir Climat des Hauts-de-France et Climat de l'Aisne.
En 2010, le climat de la commune est de type climat océanique dégradé des plaines du Centre et du Nord, selon une étude du CNRS s'appuyant sur une série de données couvrant la période 1971-2000. En 2020, Météo-France publie une typologie des climats de la France métropolitaine dans laquelle la commune est exposée à un climat océanique altéré et est dans la région climatique Nord-est du bassin Parisien, caractérisée par un ensoleillement médiocre, une pluviométrie moyenne régulièrement répartie au cours de l'année et un hiver froid (3 °C).
Pour la période 1971-2000, la température annuelle moyenne est de 10,3 °C, avec une amplitude thermique annuelle de 15,4 °C. Le cumul annuel moyen de précipitations est de 754 mm, avec 12,1 jours de précipitations en janvier et 8,2 jours en juillet. Pour la période 1991-2020, la température moyenne annuelle observée sur la station météorologique la plus proche, située sur la commune de Martigny-Courpierre à 5 km à vol d'oiseau, est de 10,7 °C et le cumul annuel moyen de précipitations est de 734,4 mm,. Pour l'avenir, les paramètres climatiques de la commune estimés pour 2050 selon différents scénarios d'émission de gaz à effet de serre sont consultables sur un site dédié publié par Météo-France en novembre 2022.

## Urbanisme

### Typologie
Au 1er janvier 2024, Parfondru est catégorisée commune rurale à habitat dispersé, selon la nouvelle grille communale de densité à 7 niveaux définie par l'Insee en 2022.
Elle est située hors unité urbaine. Par ailleurs la commune fait partie de l'aire d'attraction de Laon, dont elle est une commune de la couronne,. Cette aire, qui regroupe 106 communes, est catégorisée dans les aires de 50 000 à moins de 200 000 habitants,.

### Occupation des sols
L'occupation des sols de la commune, telle qu'elle ressort de la base de données européenne d'occupation biophysique des sols Corine Land Cover (CLC), est marquée par l'importance des forêts et milieux semi-naturels (58,5 % en 2018), en augmentation par rapport à 1990 (57,1 %). La répartition détaillée en 2018 est la suivante : 
forêts (58,5 %), terres arables (24,8 %), prairies (6,4 %), zones agricoles hétérogènes (5,7 %), zones urbanisées (4,6 %).
L'évolution de l'occupation des sols de la commune et de ses infrastructures peut être observée sur les différentes représentations cartographiques du territoire : la carte de Cassini (XVIIIe siècle), la carte d'état-major (1820-1866) et les cartes ou photos aériennes de l'IGN pour la période actuelle (1950 à aujourd'hui).

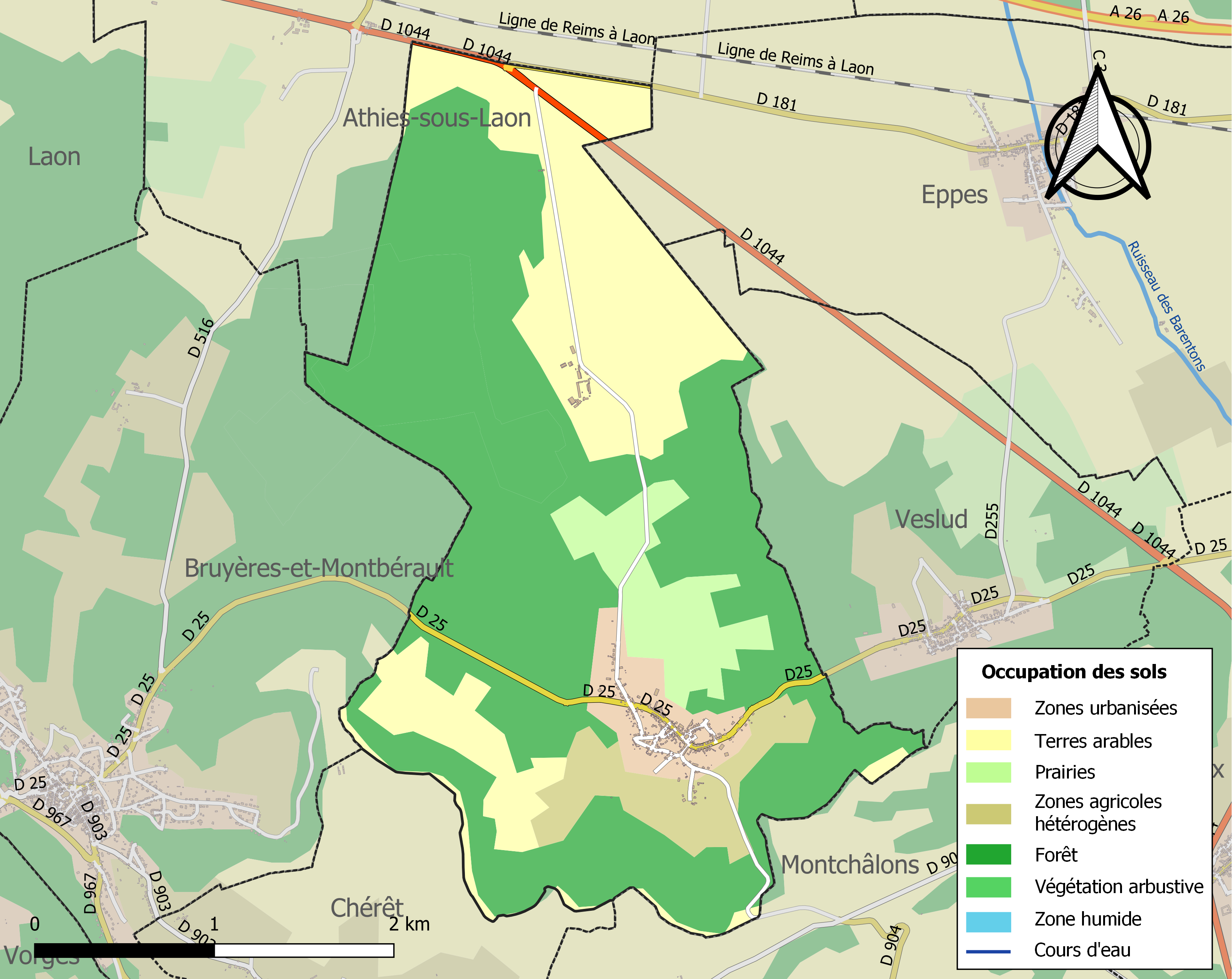
Carte de l'occupation des sols de la commune en 2018 (CLC).

## Toponymie - Etymologie
Les noms de Parfondru à travers les âges. 
1150 : Profonde rue (cartulaire de l'abbaye de Saint-Martin de Laon f° 1120 à la bibliothèque de Laon)

1160 : Parfonderue (cartulaire de l'abbaye de Thenailles f° 55)

1160 : Profundarue (charte de l'hôtel-Dieu de Laon)

1173 : Parfonda Riva (cartulaire de l'abbaye de Saint-Martin de Laon tome 2 page 13)

1202 : Parfonderue (cartulaire de l'abbaye de Signy, archives des Ardennes)

1217 : Profondus Vicus (petit cartulaire de l'évêché de Laon charte 75)

1545 : Parfondrue (archives communales de Bruyères et Montbérault disparues après 1917)

1568 : Parfondrues (état civil de Beaurieux, tribunal de Laon)

1617 : Parfondrux (état civil de Beaurieux, tribunal de Laon)

1669 : Notre Dame de Parfondrue (archives communales de Parfondru)

1729 : Parfondrut (Intendance de Soissons)

1804 : Parfondru (archives communales de Parfondru)
En picard, "parfond" correspond à "profond" et "ru" à "ruisseau".

### Gentilé
Les habitants de Parfondru sont appelés les Paillefoins.

## Histoire
(février 2023).
Les seigneurs de Parfondru,
1136 : Hector, chevalier, vassal de Milessende de Montchalons,

1200 : Clairembaud, seigneur de Montchalons,

1217 : Lucienne, veuve de Clarembaud,

1238 : Clarenbaud, dit Hellin, seigneur de Parfondru,

1296 : Jean de Vassogne, chanoine de Laon, seigneur de Parfondru et de la mairie de Chéret; 

1338 : Laurent de Moriaux, sire de Parfondru,

1362 : Aignan, sire de Parfondru, chevalier,

1370 : Laurent dit Morel, sire de Parfondru,

1371 : Guillaume, sire de Montchalons et de Parfondru,

1415 : Tristan de Moy, seigneur de Parfondru et Quivières, prévôt de Laon,

1444 : Jean de Moy, seigneur de Parfondru et Quivières,

1492 : Jacques de Riencourt, écuyer, seigneur de Parfondru,

1549 : Henry de Riencourt, écuyer, seigneur de Parfondru et de Drosnay,

1559 : Jacques de Riencourt, écuyer, seigneur de Parfondru et de Drosnay,

1603 : Pierre de Riencourt, chevalier, seigneur de Parfondru, la Croix et de Drosnay,

1641 : François de Riencourt, chevalier, seigneur de Parfondru et de Drosnay,

1665 : François de Riencourt, écuyer, seigneur de Parfondru, de Drosnay et de Matau,

1678 : André de Vassault, lieutenant-colonel au régiment de la Mothe-Houdancourt, seigneur de Parfondru,

1705 : André de vassault, écuyer, seigneur de Parfondru,

1706 : Jean-François de Vassault, écuyer, seigneur de Parfondru,

1755 : Henri-François de Vassault, chevalier, seigneur de Parfondru et de la Simone,

1765 : Claude François de Vassault, chevalier, seigneur de Parfondru.

## Politique et administration

### Découpage territorial
La commune de Parfondru est membre de la communauté d'agglomération du Pays de Laon, un établissement public de coopération intercommunale (EPCI) à fiscalité propre créé le 1er janvier 2014 dont le siège est à Aulnois-sous-Laon. Ce dernier est par ailleurs membre d'autres groupements intercommunaux.
Sur le plan administratif, elle est rattachée à l'arrondissement de Laon, au département de l'Aisne et à la région Hauts-de-France. Sur le plan électoral, elle dépend du  canton de Laon-2 pour l'élection des conseillers départementaux, depuis le redécoupage cantonal de 2014 entré en vigueur en 2015, et de la première circonscription de l'Aisne  pour les élections législatives, depuis le dernier découpage électoral de 2010.

### Administration municipale

#### Liste des maires
| Période   | Période                       | Identité         | Étiquette | Qualité                                      |
| --------- | ----------------------------- | ---------------- | --------- | -------------------------------------------- |
| 1945      | 1965                          | Lucien Valissant |           |                                              |
| 1965      | 1971                          | Albert Lefevre   |           |                                              |
| 1971      | 1989                          | Philippe Carlier |           |                                              |
| 1989      | 2002                          | François Renou   |           |                                              |
| 2002      | mars 2008                     | Jean-Luc Liénard |           |                                              |
| mars 2008 | mars 2014                     | Annick Courtin   |           |                                              |
| mars 2014 | En cours (au 13 juillet 2020) | Jean-Luc Lienard | DVG       | Fonctionnaire Réélu pour le mandat 2020-2026 |

## Démographie
L'évolution du nombre d'habitants est connue à travers les recensements de la population effectués dans la commune depuis 1793. Pour les communes de moins de 10 000 habitants, une enquête de recensement portant sur toute la population est réalisée tous les cinq ans, les populations de référence des années intermédiaires étant quant à elles estimées par interpolation ou extrapolation. Pour la commune, le premier recensement exhaustif entrant dans le cadre du nouveau dispositif a été réalisé en 2006.

En 2022, la commune comptait 351 habitants, en évolution de −1,13 % par rapport à 2016 (Aisne : −1,97 %, France hors Mayotte : +2,11 %).
| 1793 | 1800 | 1806 | 1821 | 1831 | 1836 | 1841 | 1846 | 1851 |
| ---- | ---- | ---- | ---- | ---- | ---- | ---- | ---- | ---- |
| 371  | 379  | 395  | 436  | 473  | 467  | 472  | 444  | 463  |

| 1856 | 1861 | 1866 | 1872 | 1876 | 1881 | 1886 | 1891 | 1896 |
| ---- | ---- | ---- | ---- | ---- | ---- | ---- | ---- | ---- |
| 456  | 483  | 432  | 370  | 389  | 369  | 378  | 351  | 316  |

| 1901 | 1906 | 1911 | 1921 | 1926 | 1931 | 1936 | 1946 | 1954 |
| ---- | ---- | ---- | ---- | ---- | ---- | ---- | ---- | ---- |
| 294  | 284  | 298  | 237  | 235  | 233  | 214  | 257  | 250  |

| 1962 | 1968 | 1975 | 1982 | 1990 | 1999 | 2006 | 2011 | 2016 |
| ---- | ---- | ---- | ---- | ---- | ---- | ---- | ---- | ---- |
| 238  | 234  | 211  | 269  | 303  | 295  | 344  | 348  | 355  |

| 2021 | 2022 | - | - | - | - | - | - | - |
| ---- | ---- | - | - | - | - | - | - | - |
| 352  | 351  | - | - | - | - | - | - | - |

## Lieu-dit Lavergny

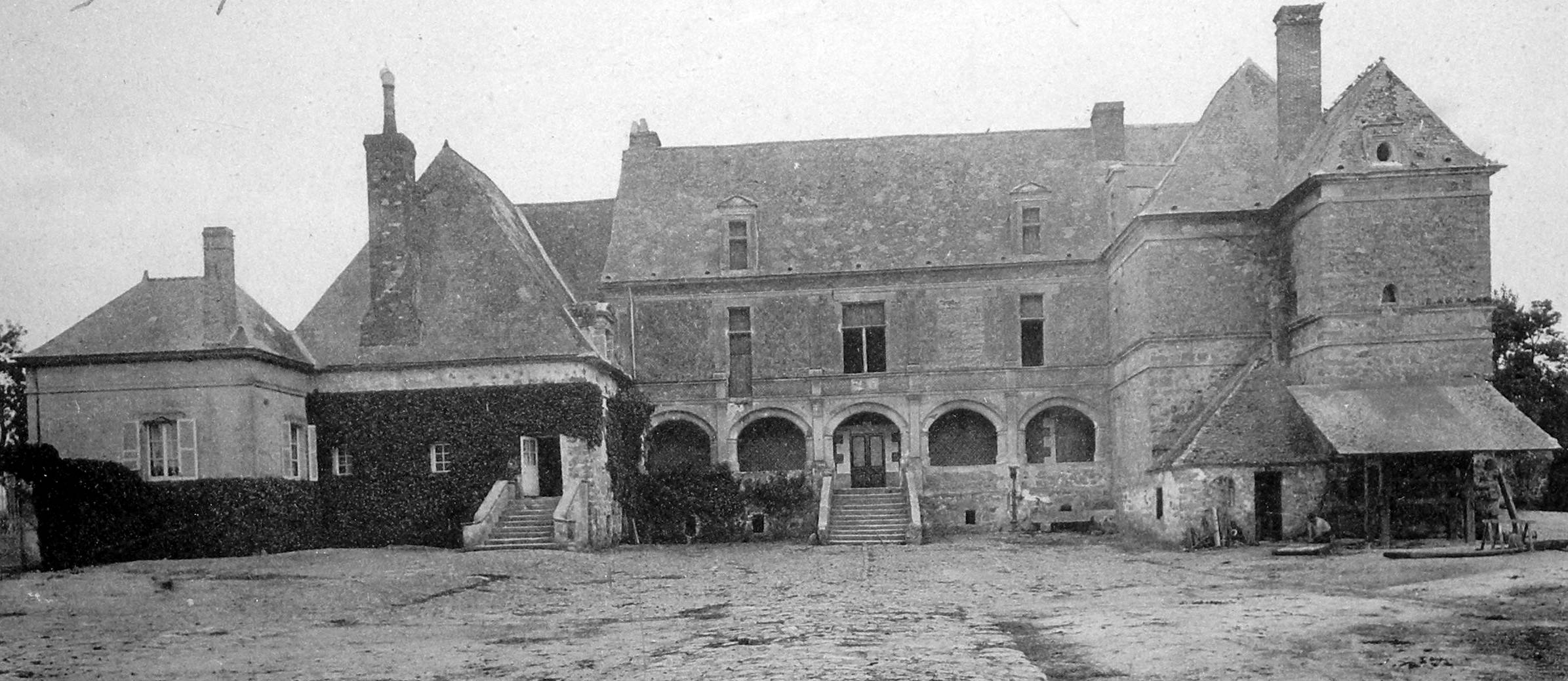
Ferme de Lavergny avant son incendie.

Lavergny, hameau situé à l'extrémité est de la forêt domaniale de Lavergny, au centre du terroir de Parfondru. Dans ce hameau se trouve la Ferme de Lavergny.
Pendant l'époque gallo-romaine, une voie romaine séparait le territoire de la commune de Parfondru et de Veslud ; connue sous le nom de chemin des Romains, elle reliait Reims à Vermand. La ferme de Lavergny en forme de villa gallo-romaine et la distance d'environ 200 m de la voie gallo-romaine peuvent laisser penser que Lavergny existait déjà à cette époque.
Selon une biographie semi-fictive de sainte Céline, mère de saint Remi (Ve siècle), par Hincmar de Reims, cette sainte serait enterrée à Lavergny.

## Monuments
- Église de la Nativité-de-la-Sainte-Vierge.
- Monument aux morts.
- Croix de chemin datant de 1865.
- Pierre tombale, située à l'entrée du village (côté Bruyères et Montbérault), en l'honneur du premier motocycliste français, Jean Fauchier de la Vigne, lieutenant au 10e régiment de cuirassiers commandé par le colonel De Gaulle, tué le 20 mai 1940.
- La ferme-château de Lavergny.

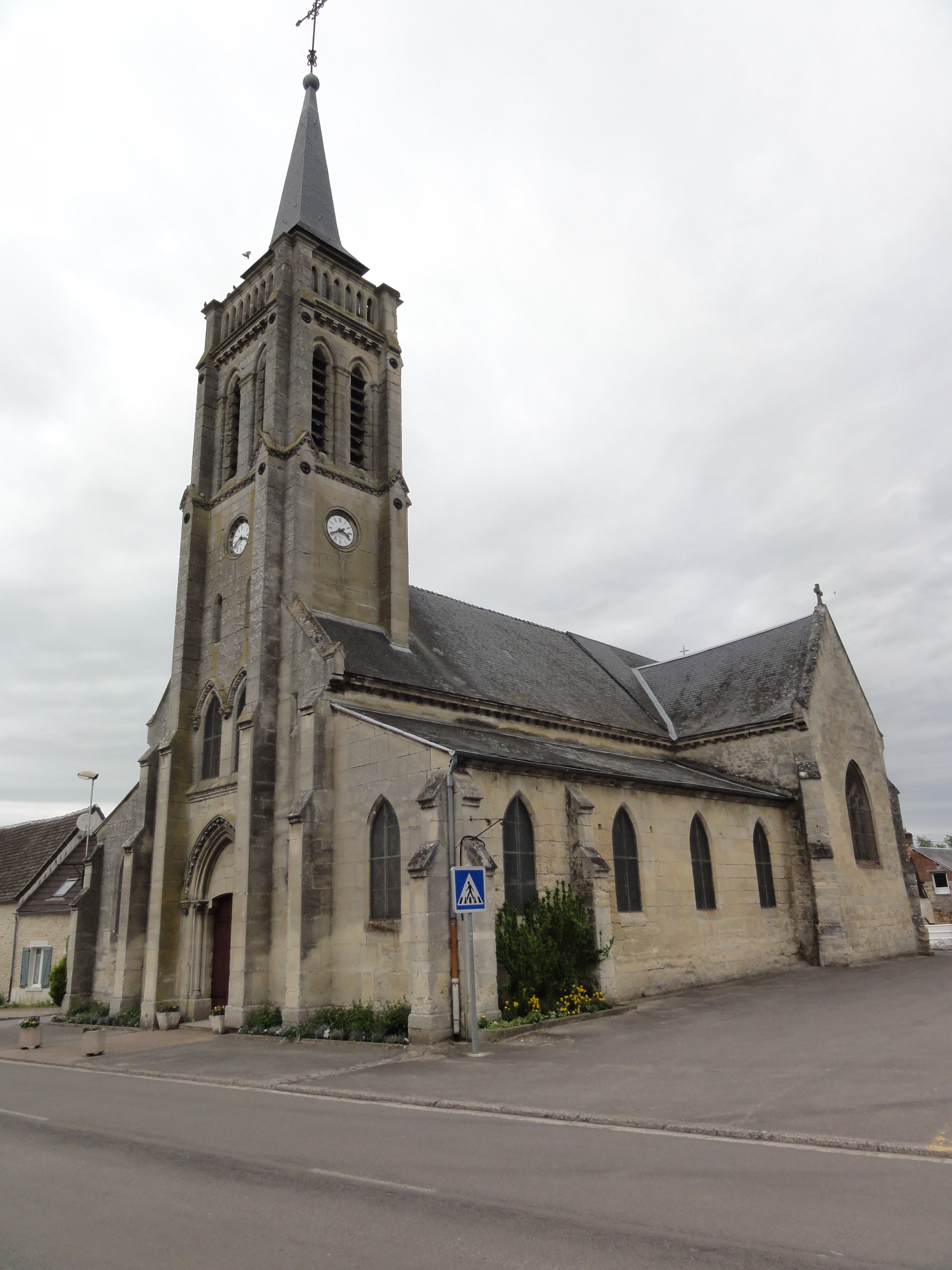
Église de la Nativité-de-la-Sainte-Vierge.
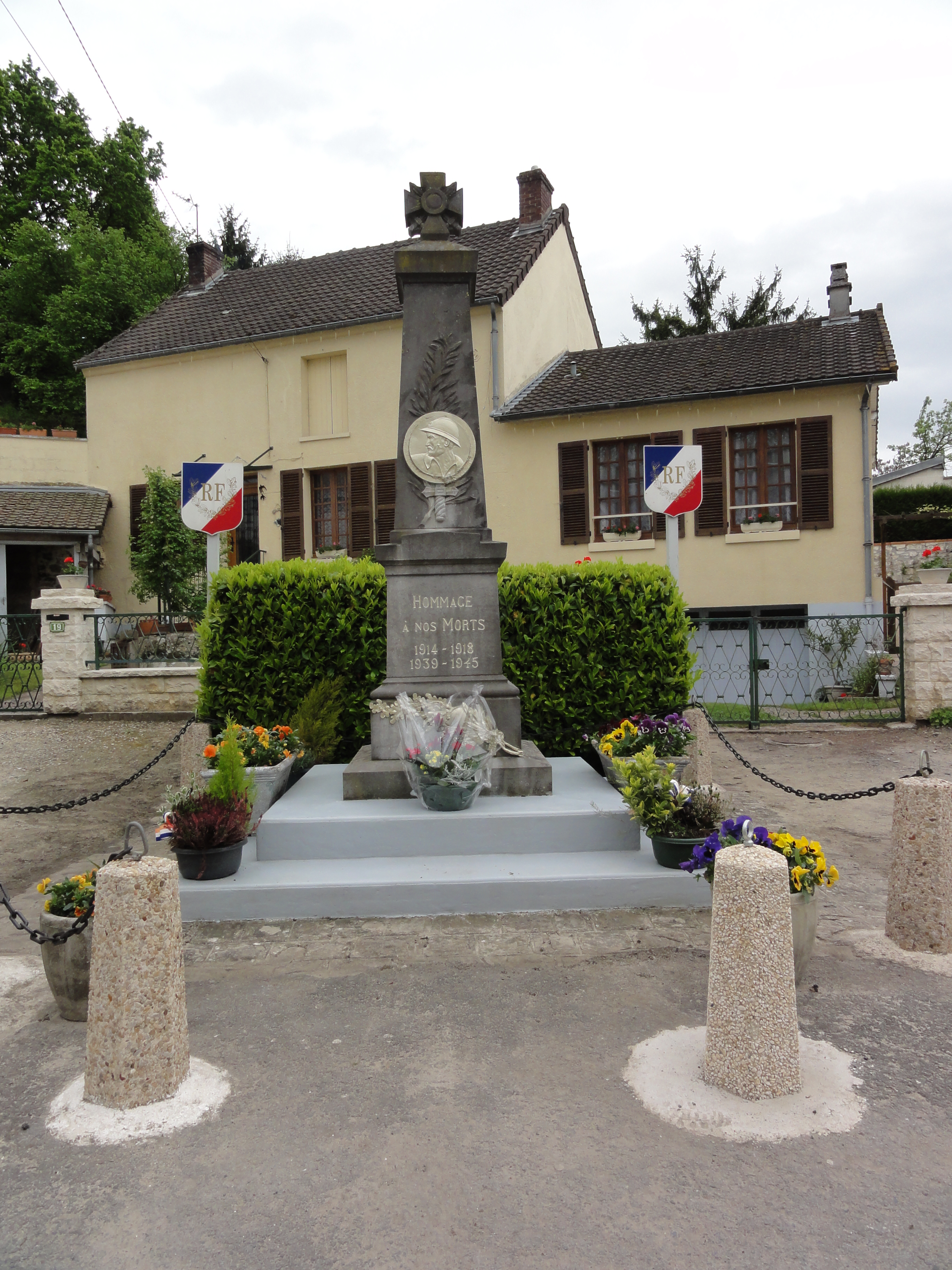
Monument aux morts.
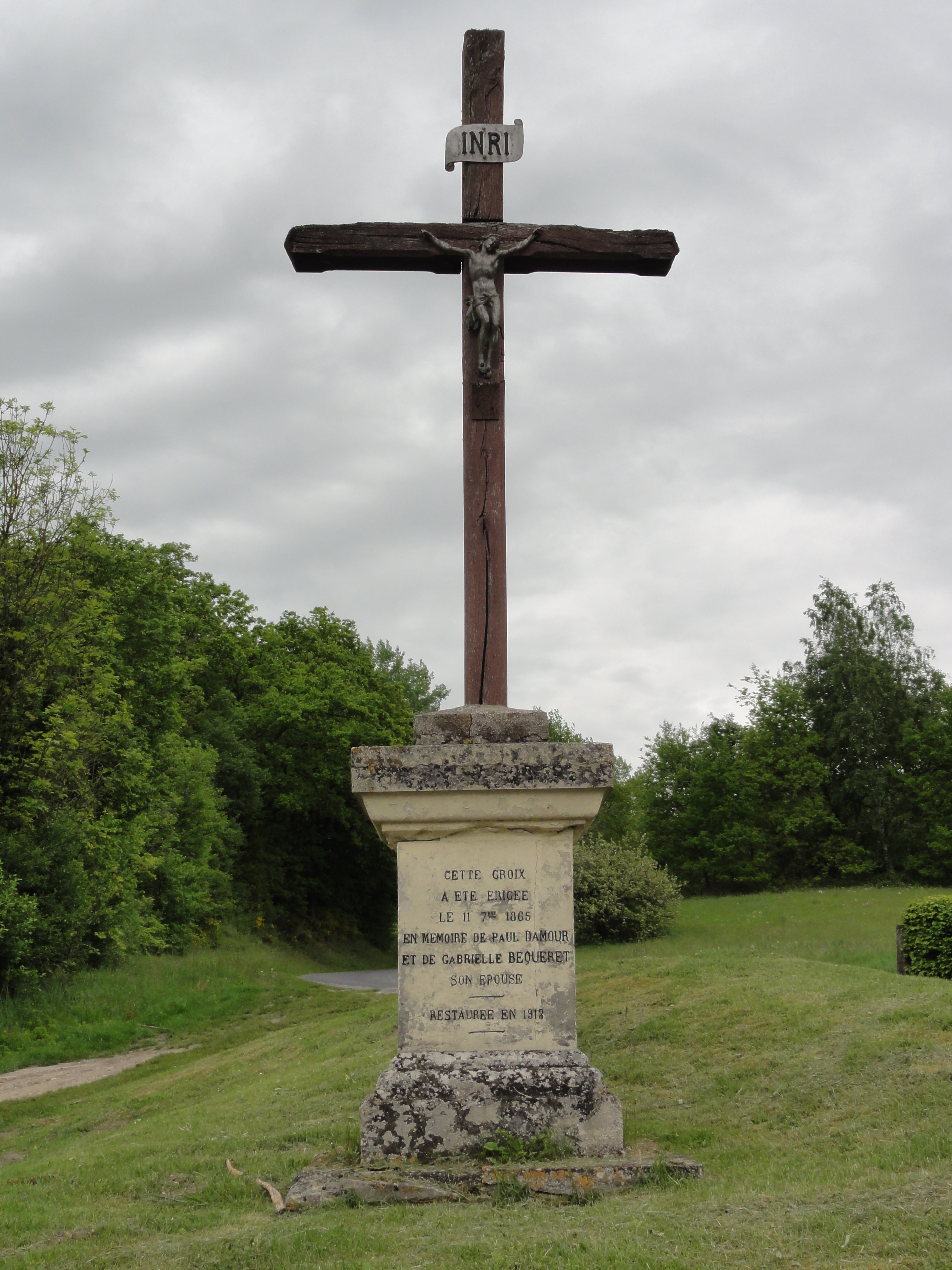
Croix de chemin, 1865.

## Distinction de la commune
« Par arrêté en date du 23 janvier 1924, le ministre de la Guerre et des pensions cite à l'ordre de l'armée la localité suivante PARFONDRU vaillante cité dont les habitants ont supporté avec courage l'occupation ennemie; Malgré les dégâts subis, a toujours su conserver une croyance inébranlable dans le succès final ».

## Sources
Parfondru et son histoire, Jean-Luc Martin, Centre rural de lecture et de documentation.